# Рейнольдс, Сьюзен
Сьюзен Рейнольдс (англ. Susan Reynolds; 27 января 1929, Лондон — 29 июля 2021, там же) — британская историк-медиевист. Наиболее известна своей книгой «Феоды и вассалы», где содержится полемика с традиционной концепцией феодализма.

## Биография
Родилась в Лондоне в семье адвоката и закончила Оксфордский университет (колледж Леди-Маргарет-Холл). Позднее работала архивистом и участвовала в проекте Victoria County History.

## Научный вклад
В 1994 году опубликовала книгу «Феоды и вассалы» (англ. Fiefs and Vassals), в которой поставила под сомнение традиционное понимание феодализма и понятий «феод» и «вассал». По мнению Рейнольдс, изначально эти понятия не имели строгого юридического смысла и были разработаны средневековыми юристами лишь в XII—XIII вв. Феод, по мнению Рейнольдс, не отличался существенно от других форм собственности и не обязательно был связан с вассальной клятвой верности господину. Эти идеи были разработаны на основе материала из нескольких европейских стран (Франции, Германии, Англии). Работа Рейнольдс вызвала бурную полемику среди историков:
О какой бы стране ни шла речь, монография была воспринята как важное событие, радостное или скандальное — другой вопрос.

## Основные работы
- Introduction to the History of English Medieval Towns, 1977.
- Kingdoms and Communities in Western Europe 900—1300, Oxford, 1984.
- Fiefs and Vassals. The Medieval Evidence Reinterpreted, 1994.
- Ideas and Solidarities of the Medieval Laity : England and Western Europe, 1995.
- Fiefs and Vassals after Twelve Years // Feudalism: New Landscapes of Debate / Ed. S. Bagge, M.H. Gelting and T. Lindkvist. Turnhout: Brepols 2011. P. 15-26.
- Before Eminent Domain: Toward a History of Expropriation of Land for the Common Good, 2014.